# Zdenka Valent Belić
Zdenka Valent Belić (Selenča, 25. decembar 1975) je slovačka književnica, pesnikinja, esejistkinja, prevoditeljka i urednica aktivna u Vojvodini. Piše na slovačkom i srpskom jeziku.

## Biografija
Rođena je 25. decembra 1975. godine u Bačkoj Palanci (Selenča).  Diplomirala je i doktorirala na Univerzitetu Komenski u Bratislavi, na Filozofskom fakultetu, Katedra za estetiku, gde je odbranila doktorsku tezu „Slika Srba u slovačkoj književnosti“.
Od 2001. do 2012. radila je u Gradskoj biblioteci u Novom Sadu, potom u Pokrajinskoj vladi. Od 2015. godine je glavna i odgovorna urednica književnog časopisa Nový život. Članica je uredništva Zbornika Matice srpske za slavistiku. 
Bila je predsednica Mesne zajednice 1. vojvođanska brigada u Novom Sadu (2009–2014), članica Odbora za kulturu Nacionalnog saveta slovačke nacionalne manjine (2012–2015), te članica samog Nacionalnog saveta (2015–2018).

## Književni rad
Valent Belić objavljuje poeziju, eseje i prozu, kao i prevode sa slovačkog i češkog jezika. Poezija joj je prevedena na engleski, kineski, makedonski, rumunski, francuski, poljski, mađarski, italijanski, ruski i rusinski jezik.

### Poezija i proza
- Eterizacija van konTEKSTa (2018) – dvojezična zbirka poezije / Etherization : out-of-context (2022)
- Apokrifi po Lilit (2020, srpski) / Apokyfy podľa Lilit (2020, slovački) / Apocrypha by Lilith (2021)
- Pamätník rodiny Perlenschlipovej (2019) – knjiga za decu
- Zvuk Eurydikiných krokov (2019) – zbirka eseja
- Obraz Srbov v slovenskej literatúre (2020) / Slika Srba u slovačkoj književnosti (2021)
- O poeziji i drugim vrlinama (2021)

### Priređivački i prevodilački rad
- Imigranti u Vavilonskoj kuli (2017) / Imigranti v Babylovnskej veži (2018) – zbornik razgovora
- Nový duchovný most (2020) – dvojezični zbornik moderne lirike
- Ohmatávanie pulzu I–II (2021, 2022) – panorama savremene slovačke vojvođanske proze i poezije
- Almanah eseja DNK (2021)
- Svetle staze vladalaca iz dinastije Obrenović (2023)
- Čarobni mlinčić (2024)
- Zlatna knjiga slovačkih narodnih bajki (2025)

Prevela je više od 60 knjiga sa slovačkog, češkog i srpskog jezika, uključujući dela Rudolfa Slobode, Dušana Mitane, Dušana Dušeka, Antona Balaža, Vincenta Šikule, Monike Kompanjikove, Katarine Kucbelove, Etele Farkašove, Petra Arbutine, Zorana Đerića i drugih.

## Nagrade
- Nagrada Pavol Orsag Hviezdoslav (2012) – za prevodilački rad, dodeljena od Društva pisaca Slovačke[4]
- Godišnja nagrada časopisa Nový život (2018)
- Godišnja nagrada Stražilovo (2020) za poeziju
- Prevod godine Društva književnika Vojvodine (2016)[1]
- Medalja za interkulturalnost a multikulturalnost (2021)

## Članstva
- Društvo književnika Vojvodine
- Društvo novosadskih književnika (Novi Sad)
- Društvo nezavisnih pisaca (Bratislava)
- Udruženje književnih prevodilaca Srbije (Beograd)

## Spoljašnje veze
- DNK – profil autorke
- DKV – profil
- IK Eckermann – profil